# Night Train (2009)
Night Train is een Amerikaanse actie-thriller uit 2009, geregisseerd door Brian King. De hoofdrollen worden vertolkt door Danny Glover, Leelee Sobieski, Steve Zahn en Matthias Schweighöfer. Het is een eerbetoon aan een verscheidenheid aan klassieke suspense-films zoals Strangers on a Train (1951), The Lady Vanishes (1938) en The Maltese Falcon (1941), hoewel de plot slechts een vage gelijkenis vertoont met elk van hen.

## Verhaal
Op een stormachtige winternacht stapt een haastige buitenlander van weinig woorden in de laatste trein, met een kleine doos in zijn hand en wekt de nieuwsgierigheid van conducteur Miles. De buitenlander zit naast Pete, een praatgrage verzekeringsverkoper en Chloe, een mysterieuze student geneeskunde. Uren later, wanneer Miles het kaartje komt ophalen, realiseert hij zich dat de buitenlander dood is. Chloe suggereert om met het lichaam te verdwijnen en de raadselachtige en waardevolle inhoud te delen die voor elk in de gesloten doos wordt bewaard. Miles weigert een dergelijke daad te plegen, maar de uren verstrijken, de nacht wordt langer en langer en het mysterie wordt alleen maar groter. Miles zal uiteindelijk beseffen dat hij midden in een gevaarlijk verhaal is beland zonder dat er een weg terug is.

## Rolverdeling
| Acteur                | Personage |
| --------------------- | --------- |
| Danny Glover          | Miles     |
| Leelee Sobieski       | Chloe     |
| Steve Zahn            | Pete      |
| Matthias Schweighöfer | Frankie   |
| Takatsuna Mukai       | Hiro      |
| Togo Igawa            | Yamashita |
| Richard O'Brien       | Mrs. Froy |